# フッ化ベンゾイル
フッ化ベンゾイル（フッかベンゾイル）、またはベンゾイルフルオリドは、安息香酸のカルボキシ基のOHをフッ素に置換したカルボン酸ハロゲン化物である。1863年に、ロシアの化学者アレクサンドル・ボロディンにより発見された。

## 製法
塩化ベンゾイルまたは無水安息香酸とフッ化カリウムから合成できる。または、酸化ニオブ(V)を触媒とすることによりベンゾトリフルオリドからも高収率で得られる。

## 用途
イオン液体やシリコーンの解重合剤、有機合成化学の原料となる。
東京理科大学は、フッ化ベンゾイルをフッ素化源として、より複雑で高付加価値な有機フッ素化合物を生成できることを示した論文を2020年に発表した。